# Sakine Cansızová
Sakine Cansızová (1958 Tunceli – 10. ledna 2013 Paříž) byla bojovnice za kurdskou nezávislost, blízká spolupracovnice Abdullaha Öcalana a jedna ze spoluzakladatelů Strany kurdských pracujících.
V lednu 2013 byla v Paříži zavražděna společně s dvěma svými spolupracovnicemi. Vražda zasáhla do probíhajících vyjednávání mezi tureckou vládou a kurdskými separatisty. Turecký premiér Recep Tayyip Erdoğan vyslovil podezření, že cílem vražd bylo právě narušení mírového vyjednávání a možná se jednalo o řešení vnitřních sporů mezi Kurdy. 